# إد همينغواي
إد همينغواي (بالإنجليزية: Ed Hemingway)‏ هو لاعب كرة قاعدة أمريكي، ولد في 8 مايو 1893 في شيريدان في الولايات المتحدة، وتوفي في 14 أغسطس 1969 في غراند رابيدز في الولايات المتحدة.

## وصلات خارجية
- إد همينغواي على موقعبيزبول رفرنس.كوم (الدوري الرئيسي) (الإنجليزية)